# Chrétien-Siméon Le Prévost d'Iray
Chrétien-Siméon Le Prévost d’Iray, né le 13 juin 1768 au château d’Iray (Orne) ou il est mort le 15 septembre 1849, est un homme de lettres français, auteur de vaudevilles et de comédies.

## Biographie
Vicomte, fils de Jean-Jacques Le Prévost, seigneur d’Iray et de Chauvigny, garde du corps de la maison du roi, puis capitaine de cavalerie, Chrétien-Siméon Le Prévost d’Iray perd la plus grande partie de ses biens à la Révolution. 
Après avoir collaboré au Journal des dames et des modes et s’être lancé sans grand succès dans le théâtre, il devient professeur d’histoire, puis censeur (proviseur-adjoint) au lycée Louis-le-Grand et inspecteur général de l’enseignement. 
Il est membre de l’Académie des sciences, arts et belles-lettres de Caen et, en 1818, membre de l'Académie des inscriptions et belles-lettres.

## Œuvres
Théâtre
- La Clubomanie, comédie en 3 actes et en vers, Paris, Théâtre Molière, 11 juillet 1793
- Maître Adam, menuisier de Nevers, comédie en 1 acte, en prose, mêlée de vaudevilles, Paris, théâtre du Vaudeville, 17 juin 1795.
- Les Troubadours, comédie en 1 acte, en prose, mêlée de vaudevilles, Paris, théâtre du Vaudeville, 18 mars 1797.
- Alphonse et Léonore ou l'Heureux Procès : comédie en un acte et en prose, mêlée d'ariettes, Paris, Théâtre de la rue Feydeau, le 29 novembre 1797 Texte en ligne
- Manlius Torquatus, tragédie en 5 actes et en vers, Paris, théâtre de l'Odéon, 27 janvier 1798
- Le Quart-d'heure de Rabelais, comédie en 1 acte, en prose, mêlée de vaudevilles, Paris, théâtre du Vaudeville, 14 janvier 1799.
- Aurore de Gusman, opéra-comique en un acte créé au Théâtre Feydeau le 24 octobre 1799. Musique de Tarchi.
- Carlin débutant à Bergame, comédie en 1 acte et en prose, mêlée de vaudevilles, Paris, théâtre du Vaudeville, 14 juillet 1802.
- Jean Lafontaine, comédie en 1 acte, mêlée de vaudevilles, Paris, théâtre du Vaudeville, 15 décembre 1804.

Poésie
- La Vendée, poème en six chants dédié à l’Armée Française, libératrice de l’Espagne (1824)
- Poésies fugitives (1826)

Divers
- Tableau comparatif de l'histoire ancienne, ouvrage élémentaire à l'usage des écoles publiques (1801)
- Tableau comparatif de l'histoire moderne (1804)
- Souvenirs poétiques (1827)